# Project CARS
Project CARS (acrònim de Community Assisted Racing Simulator) és un videojoc simulador de carreres actualment en desenvolupament per Slightly Mad Studios i la comunitat online de World of Mass Development. El videojoc va ser llançat el 7 de maig de 2015 i està disponible per Microsoft Windows, Steam, Linux, PlayStation 4 i Xbox One, en 2015 la versió per a Wii U va ser cancel·lada a causa de problemes tècnics, segons Slightly Mad Studios, Project CARS era massa per la Wii U. Les versions de la setena generació de consoles, com són la versió de PS3 i Xbox 360 han estat cancel·lades, principalment a causa de l'arribada de les seves successores, la PS4 i Xbox One.

## Finançament
El finançament de Project CARS va ser cobert íntegrament per la comunitat i els propis desenvolupadors. A través de la compra de paquets d'eines (Tool Pack), els jugadors poden contribuir al desenvolupament i obtenir privilegis especials, en funció de la seva contribució financera. Després d'invertir, poden influir en el projecte a través del portal de la comunitat i rebre una part dels guanys del joc després del seu llançament.

## Circuits
| Circuit                       | País                         | Gran Premi                            |
| ----------------------------- | ---------------------------- | ------------------------------------- |
| Azure Coast                   | França                       | Gran Premi de França                  |
| Azure Coast                   | Mònaco                       | Gran Premi de Mónaco                  |
| Brands Hatch                  | Regne Unit                   | Gran Premi del Regne Unit             |
| Brno                          | Txèquia                      | Gran Premi de la República Txeca      |
| Cadwell Park                  | Regne Unit                   | Gran Premi del Regne Unit             |
| Califòrnia Highway            | Estats Units                 | Gran Premi dels Estats Units          |
| Chesterfield                  | Regne Unit                   | Gran Premi del Regne Unit             |
| Circuit de Catalunya          | Catalunya                    | Gran Premi de Catalunya               |
| Donington Park                | Regne Unit                   | Gran Premi del Regne Unit             |
| Dubai Autodrome               | Emirats Àrabs Units          | Gran Premi dels Emirats Àrabs Units   |
| Glencairn                     | Escòcia                      | Gran Premi d'Escòcia                  |
| Greenwood                     | Irlanda                      | Gran Premi d'Irlanda                  |
| Hockenheimring                | Alemanya                     | Gran Premi d'Alemanya                 |
| Imola                         | Itàlia                       | Gran Premi d'Itàlia                   |
| Le Mans                       | França                       | Gran Premi de França                  |
| Laguna Seca                   | Estats Units                 | Gran Premi dels Estats Units          |
| Autodromo Nazionale Monza     | Itàlia                       | Gran Premi d'Itàlia                   |
| Motorsport Arena Oschersleben | Alemanya                     | Gran Premi d'Alemanya                 |
| Mount Panorama                | Austràlia                    | Gran Premi d'Austràlia                |
| Nürburgring                   | Alemanya                     | Gran Premi d'Alemanya                 |
| Nürburgring                   | Alemanya                     | Gran Premi d'Alemanya                 |
| Oulton Park                   | Regne Unit                   | Gran Premi del Regne Unit             |
| Suzuka                        | Japó                         | Gran Premi del Japó                   |
| Silverstone Circuit           | Regne Unit                   | Gran Premi del Regne Unit             |
| Snetterton                    | Regne Unit                   | Gran Premi del Regne Unit             |
| Sonoma                        | Estats Units                 | Gran Premi dels Estats Units          |
| Spa-Francorchamps             | Bèlgica                      | Gran Premi de Bèlgica                 |
| Summertton                    | Regne Unit                   | Gran Premi del Regne Unit             |
| Watkins Glen                  | Estats Units                 | Gran Premi dels Estats Units          |
| Willow Springs                | Estats Units                 | Gran Premi dels Estats Units          |
| Zhuhai                        | República Popular de la Xina | GP de la República Popular de la Xina |
| Circuit Zolder                | Bèlgica                      | Gran Premi de Bèlgica                 |